# Primorska armadna oblast
Primorska armadna oblast je bil štab, ki je nadzoroval vojaške enote v moči armade in je deloval v okviru Kraljevine Jugoslavije.
Armadna oblast je bila lokacirana v Mostarju.

## Organizacija
1. september 1939
- Jadranska divizija (Mostar)

- 11. pehotni polk (Benkovac)
- 13. pehotni polk (Sinj)
- 32. pehotni polk (Mostar)
- 54. pehotni polk (Knin)
- 23. samostojni artilerijski divizion (Knin)
- 7. artilerijski polk (Sinj)

- Trdnjava Boka Kotarska (Boka Kotarska)

- pehotni polk
- trdnjavska artilerija

- Trdnjava Šibenik (Šibenik)

- pehotni polk
- trdnjavska artilerija

- Avtomobilska četa Mostar